# Conservatoire national kazakh

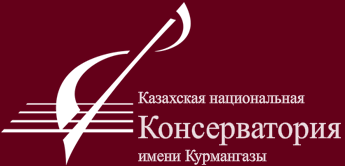
Logo du Conservatoire national du Kazakhstan

Le Conservatoire national kazakh (kazakh : Қазақ ұлттық консерваториясы, translittération : Kazak ulttik konservatoriyasi), situé à Almaty, l'ancienne capitale du Kazakhstan, est un établissement d'enseignement supérieur dispensant une formation musicale fondé en 1944.

## Élèves célèbres du conservatoire
- Ensemble Turan, ensemble de musique traditionnelle kazakh, formé par des élèves du conservatoire pendant leur formation.
- Alexandre Zatsepine, compositeur de musique de film